# 诺韦 (意大利)
诺韦（義大利語：Nove），是意大利维琴察省的一个市镇。总面积8平方公里，人口5060人，人口密度632.5人/平方公里（2009年）。ISTAT代码为024073。

## 友好城市
- 比利时韦尔肯拉特
- 義大利兰吉拉诺
- 義大利蒙特卢波-菲奥伦蒂诺
- 巴西卡洛斯-巴尔博萨